# Khamphanh Sonthanalay
Khamphanh Sonthanalay (sinh ngày 31 tháng 10 năm 1997) là một cầu thủ bóng đá người Lào thi đấu cho Lào Toyota F.C. và đội tuyển quốc gia Lào.

## Sự nghiệp quốc tế
Sonthanalay lần đầu được triệu tập vào đội tuyển quốc gia thi đấu Cúp Đoàn kết AFC 2016. Anh ghi bàn thắng quốc tế đầu tiên trong màn ra mắt, với chiến thắng 2–1 trước Sri Lanka ngày 3 tháng 11 năm 2016. Anh ghi bàn thắng thứ hai trong trận đấu tiếp theo đó, là bàn thắng duy nhất trong thất bại 1–4 trước Ma Cao.

### Bàn thắng quốc tế
Scores and results list Laos's goal tally first.
| #                                         | Ngày                | Địa điểm                                | Đối thủ   | Tỉ số | Kết quả | Giải đấu              |
| ----------------------------------------- | ------------------- | --------------------------------------- | --------- | ----- | ------- | --------------------- |
| 1                                         | 3 tháng 11 năm 2016 | Sân vận động Sarawak, Kuching, Malaysia | Sri Lanka | 2–1   | 2–1     | Cúp Đoàn kết AFC 2016 |
| 2                                         | 6 tháng 11 năm 2016 | Sân vận động Sarawak, Kuching, Malaysia | Ma Cao    | 1–0   | 1–4     | Cúp Đoàn kết AFC 2016 |
| Cập nhật gần đây nhất 6 tháng 11 năm 2016 |                     |                                         |           |       |         |                       |

### Thống kê sự nghiệp quốc tế
Tính đến trận đấu diễn ra ngày 5 tháng 10 năm 2017
| Đội tuyển quốc gia Lào | Đội tuyển quốc gia Lào | Đội tuyển quốc gia Lào |
| Năm                    | Số trận                | Bàn thắng              |
| ---------------------- | ---------------------- | ---------------------- |
| 2016                   | 5                      | 2                      |
| 2017                   | 3                      | 0                      |
| Tổng                   | 8                      | 2                      |